# 香胤宅
香胤宅（英語：Lyman Heung；1990年3月27日—），紐約百老匯音樂劇演員、《全民造星V》冠軍得主，曾在美國參與百老匯音樂劇《芝加哥》的巡迴演出。他於2023年參加《全民造星V》比賽，在賽前成為十大最愛網民關注參賽者，在首輪比賽以舞蹈《Check It Out》為表演項目，被評判陳詠燊導演大讚擁有罕見的雌雄同體氣質，屬爆燈級演出，並以此國際水平表演成功進入香港觀眾視線。

## 演藝

### 早年生涯
香胤宅出生於美國夏威夷檀香山，於香港長大，在九歲開始發現自己對表演藝術的熱情。他小學的音樂老師讓他參與《班戰斯的海盜》的演出。年紀尚幼的他已能在舞台上自在地駕馭少將的角色，一邊以急口令形式地朗誦著吉爾伯特和沙利文 “I am the very model of a modern Major-General” 的歌詞。
自那時候起，香胤宅就對表演藝術產生濃厚旳興趣，並開始了他的國標舞舞蹈訓練，同時參與不同青年戲劇的製作，亦獲得音樂劇的經驗。年僅15歲的香胤宅於香港贏得了他的第一個全國交際舞冠軍，他更代表香港到世界各地參賽，包括英國，新加坡和中國大陸，參加世界運動舞蹈總會（WDSF）的比賽。
然則，其家人慮到現實的問題，認為舞蹈難以在香港發展，因此香胤宅在大學時期首先返回夏威夷就讀酒店管理學士學位。可是他始終無法放下對舞台的熱愛，後在父親同意下，他轉至香港演藝學院深造音樂劇，他的認真亦得到父親的認同，最後他前往英國肯特大學獲得戲劇和劇場藝術研究學士學位。
他深深受到碧娜·鮑許、伊日·基利安和梅爾斯·坎寧安的影響，再進一步拓寬了他的舞蹈曲目，包括現代舞，芭蕾舞和嘻哈舞蹈。在肯德大學期間，他參加了大學的國標舞社團，亦擔任了社團的編舞，導師和主席。他對社團的參與使他後來在紐約成為了一名專業的國標舞導師。

### 紐約生涯
從2016年到2020年期間，香胤宅在《與星共舞》的舞蹈家馬克西姆・奇默科夫斯基和瓦倫汀・奇默科夫斯基旗下的 Dance With Me Studios 工作。為表揚他賣力和對於學生認真的工作態度，香胤宅在離任前連續三年獲得“最佳教師獎”，惟離開時曾捲入官非。
一直熱愛舞台劇的香胤宅，在2020年以公開遴選的方式，成為《芝加哥》音樂劇全國巡迴演出的成員。在北美巡演後，因新冠肺炎的影響返回紐約。2020年底，香胤宅有幸地和八名百老匯代表的《芝加哥》表演者為NBC電視台的《One Night Only: The Best of Broadway》節目一起演出。

### 參與《全民造星V》及回港發展
嚴重的疫情令香胤宅被迫中止了難得的《芝加哥》巡迴公演，再一次因著前路進退失據之下，適逢香港著名的真人選秀節目《全民造星V》首次招募海外選手，當中包括美加及馬來西亞地區。
藉此機會，香胤宅參與了加拿大的海外遴選並成功擠身為94強選手，在賽前已成為被受看好的十大受注目選手。在94強初選亦不負眾望，以《Check It Out》一舞贏得評判三盞藍燈，順利擠身60強，並進入馮允謙、韋羅莎的「Fung莎星辰」藍組。
在次輪比賽中，香胤宅在導師安排下與盧信宥、鄧家杰、何居倬、李祖南及潘建丞組成風沙星辰B組，在指定項目《Bloody Mary》中綻放舞台魅力，Dance Battle環節以一記凌空一字馬技驚四座，幫助團體在這個項目中爭勝。他在其後的比賽亦多次與盧信宥、何居倬及鄧家杰組隊，與他們展現比無比默契。
其後，香胤宅在比賽中不斷晉級，並晉身2023年7月16日的10強決賽。他在決賽前夕已為參賽者中的大熱門，在全民投票走勢排名遙遙領先。他在決賽中與李炘頤 (Alina) 以歌舞劇形式演繹《星聲夢裡人》的兩首歌曲，以及王嘉爾的歌曲《Cheetah》。最終，他在比賽中獲得冠軍，並有意在香港發展。

## 演出作品

### 電影
- 2016年：《Raven Pharaoh: City of Assassins》飾演 Cassius

### 電視劇
- 2016年：《How to Be a Startup in 21 Days》飾演 Lin
- 2023年：《漫才梅索太太》飾演 侍應（第五季第九集）
- 製作中：《THE SEASON》

### 舞台劇
- 2024年：個人舞蹈劇場《Unspoken》

### 電視節目（ViuTV）
- 2023年：《全民造星V》參賽者
- 2023年：《全民造星V Summer Live 2023》[註 1]
- 2025年：《Lyman舞士道》主持

## 演唱會
- 2023年：《全民造星V Summer Live 2023》

## 外部連結
- 香胤宅的Instagram帳戶
- YouTube上的香胤宅頻道 （页面存档备份，存于）
- 香胤宅在互联网电影资料库（IMDb）上的資料（英文）